# Station Verma
Station Verma is een spoorwegstation in Verma in de gemeente Rauma in Noorwegen. Het station, uit 1923, is ontworpen door Gudmund Hoel en Bjarne Friis Baastad. Verma ligt aan Raumabanen. Het station is gesloten voor personenvervoer.

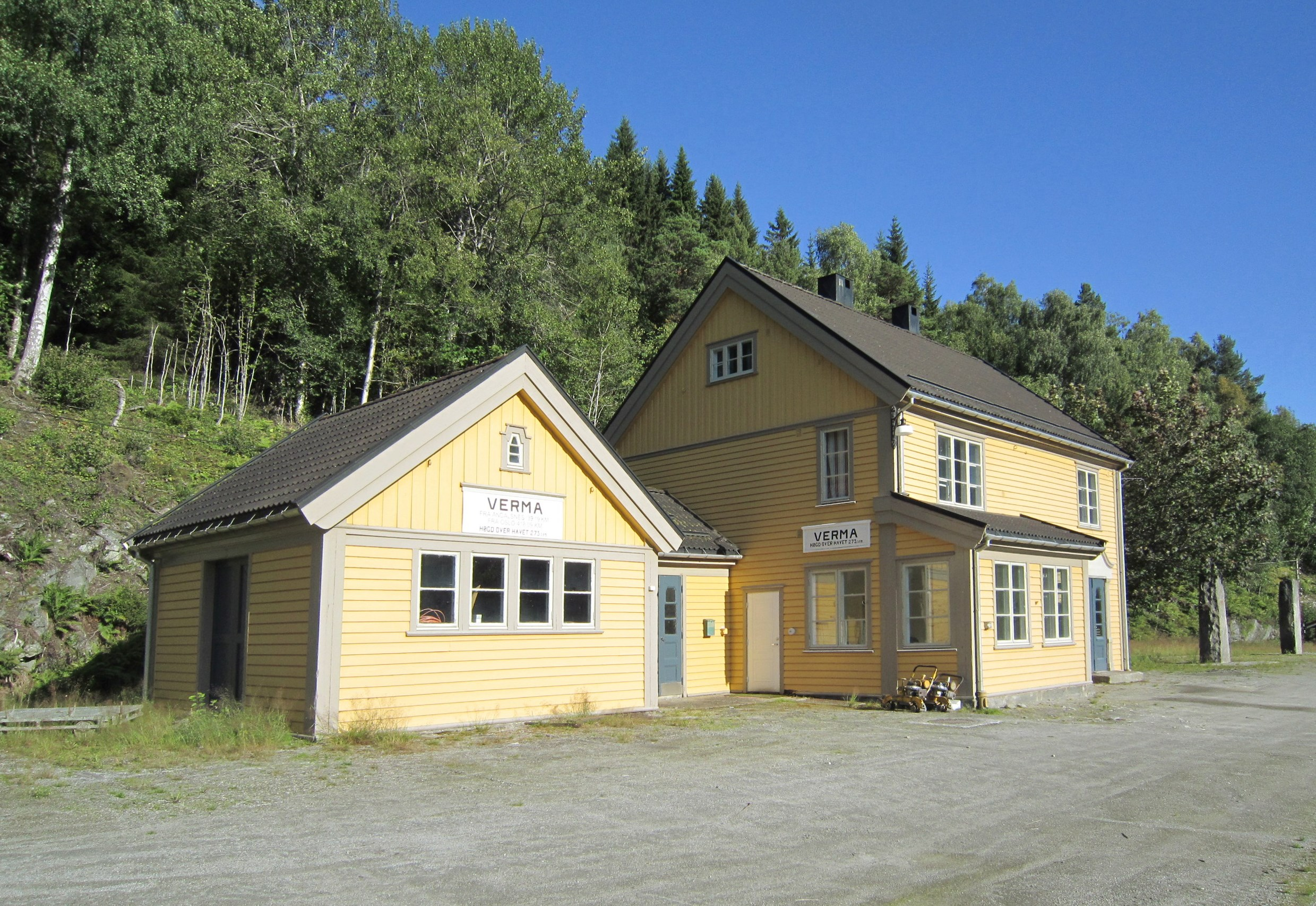
Het stationsgebouw in 2011